# United Group
United Group B.V. est une entreprise de télécommunications présente dans les Balkans.

## Histoire
En mai 2019, Tele2 annonce la vente de ses activités en Croatie à United Group pour 220 millions d'euros.
En novembre 2019, United Group annonce l'acquisition de l'opérateur téléphonique bulgare Vivacom pour 1,2 milliard d'euros.

## Liens
- (en) Site officiel
- Ressource relative aux organisations :   - Registre de transparence de l'UE